# Čekmin
Čekmin je naselje u gradu Leskovcu, Jablanički upravni okrug, Srbija. Prema popisu iz 2022. godine u Čekminu je živjelo 732 stanovnikа.